# Evžen Zámečník
Evžen Zámečník (* 5. Februar 1939 in Frýdek-Místek, Tschechoslowakei; † 19. Februar 2018 in Brünn, Tschechien) war ein tschechischer Komponist, Dirigent und Musiker.

## Leben
Er studierte von 1956 bis 1961 Violine und Komposition am Konservatorium in Brünn, Tschechien. An der „Janáček-Akademie der musischen Künste“ in Brünn vervollständigte er seine Studien der Komposition bei Jan Kapr. 1968 graduierte er mit der Einakt-Oper Die Posse vom Zuber - Farce of a Tub. Mittels eines Stipendiums vertiefte er seine Kompositionsstudien von 1968 bis 1970 an der „Staatlichen Hochschule für Musik“ in München bei Günter Bialas sowie schließlich bei Jiří Dvořáček an der „Akademie der musischen Künste“ in Prag von 1974 bis 1979.
Im Orchester der Janáček-Oper und in der Staatlichen Philharmonie von Brünn spielte er einige Jahre Violine.
1982 gründete er die Brno Brass Band (B-B-B), ein Kammer-Ensemble, dessen musikalischer Direktor und Dirigent er war und für das er zahlreiche Kompositionen schuf.
Aufgrund seiner großen auch internationalen Erfahrung war er ein vielgefragtes Jury-Mitglied für Kompositions- und Orchesterwettbewerbe im In- und Ausland.

## Stil
Sein Stil hatte anfänglich eine Tendenz zum Neo-Klassizismus, später integrierte er zunehmend zeitgenössische Kompositionstechniken. Durchgehend bevorzugte er aber eine unkomplizierte, spontane Tonsprache, zunächst mit einer gewissen Neigung zu den Klangfarben der Streichinstrumente, in späteren Werken zeigte er ein zunehmendes Interesse für Bläser und Schlagzeug.

## Werke

### Werke für Orchester
- 1967 Hukvaldy a symphonic movement for full orchestra
- 1971 In memoriam Igor Strawinsky for full orchestra
- 1973 Musica concertante für Streichorchester
- 1973 Musica giocoso für Streichorchester
- 1976 Violin Concerto No. 1
- 1977 Contactonia I für Violine, Flöte und Streicher
- 1978 Preludio deciso for grand symphony orchestra
- 1979 Divertimento semplice für Streichorchester
- 1980 Preludio filharmonico for full orchestra
- 1982 Musica lamentosa for full orchestra
- 1983 Serenata piccola für Streichorchester
- 1983 Jazz-Study for violin and brass
- 1983 Mouthpiece Study for brass
- 1984 Concerto grosso for small wind ensemble and symphony orchestra
- 1986 Symphonic Diptych for full orchestra and baritone solo to a text by Jan Skácel

### Werke für Blasorchester
- 1974 Under the Bare Mountain
- 1974 Hukvaldy Serenade
- 1974 Get the better of yourself a gallop
- 1975 Soyuz-Apollo
- 1976 No Passaran
- 1978 Auch wenn wir alle fallen Variationen über ein altes Arbeiterlied
- 1978 Frösche und Dinosaurier Lustiges Musikstück für 4 Posaunen, 4 Bass-Tuben und Blasorchester
- 1979 Moravian Prelude - Mahrisches Präludium
- 1980 Zum Harabisch Mährischer Tanz
- 1981 Ostrava Variations - Ostravaer Variationen
- 1981 Variationen über ein Thema von Jindrich Praveček
- 1983 Spanische Metamorphosen
- 1983 Eine Blume für Václav Trojan
- 1984 Mährische Rhapsodie
- 1987 Mitternachts Serenade für Flügelhorn und Blasorchester
- 1988 Studio Mate Concert compositions for band
- 1988 Trnka (Blackthorn) Walachischer Tanz für Blasorchester
- 1988 Lachische Sonne Musikalisches Bild für Blasorchester
- 1990 Zoologische Suite für Blasorchester
- 1990 Variations and Fugue TGM für Blasorchester
- 1992 Syncopation Forward Konzertgalopp für Blasorchester
- 1992 Lachische Polonaise für Symphonisches Blasorchester
- 1992 La derniere valse
- 1993 Kerkrade Panorama Variationen und Fuge über ein niederländisches Volkslied
- 1994 Rondo buffo or „Rainy Mosguito Wedding“ für zwei Solo Klarinetten und Symphonisches Blasorchester
- 1994 Scout Suite für Symphonisches Blasorchester
- 1989 Rondo ben ritmico für kleines Blasorchester
- 1993 Tanz Echoes Konzertstück
- Bohemia (Concert) Polka

### Chor- und Vokalmusik
- 1964 Vier Kinderlieder für Kinderchor - Text: Jan Carek
- 1968 Peasant's Prayer A cycle of 3 mixed choruses to the lyrics of Czech folk poetry
- 1969 Impromptus I for mixed choir a cappella
- 1969 Impromptus II for mixed choir and solo trumpet
- 1975 There beneath the Hills, the high Hills Cantata for baritone, reciter, female choir and orchestra to texts by Moravian poets and to folk poetry
- 1976 Indian Summer for solo soprano, mixed choir and two tam-tams to a text by Ivo Odehnal
- 1976 Rivers A cycle of 3 male choruses to texts by J. Kebza
- 1978 Let's create a land of song Children s double chorus to a text by Ivo Odehnal
- 1983 Around Frýdek Mixed chorus
- 1983 How we are to behave Mixed chorus to a text by Jaroslav Hašek
- 1984 Beskydy Female chorus to a text by Petr Bezruč
- 1984 Games A cantata to texts of medival student s poetry for soprano, tenor, flute, viola, mixed choir and brass ensemble
- 1985 Sine amore nihil Two sonets for mixed choir to texts by Jan Skácel

### Bühnenwerke
- 1967 Die Posse vom Zuber Eine Ein-Akt Oper basierend auf ein anonymes französisches Thema aus dem 15. Jahrhundert
- 1971 Ferda the Ant A full-length children’s opera, libretto by the composer based on Ondřej Sekora's book
- 1982 Bag the Beetle A full-length children’s opera, libretto by Rudolf Zak based on Ondrej Sekora's book
- 1989 Lachischer Frühling Kantate für Bariton Solo, Bratsche Solo, gemischten Chor und Orchester - Text: Petr Bezruč und Lachische Volkstexte
- 1992 Swift Arrows Musical nach J. Foglars Büchern

### Kammermusik
- 1986 Menuetto per Günter Bialas for brass ensemble
- 1986 Trombone Miscellany Cycle of compositions for 2-4 trombones
- 1987 Robbers Variations for chamber brass ensemble
- 1987 Czech Repercussions for bass and brass instruments, to texts of František Ladislav Čelakovský
- 1987 String Quartet No. 3
- 1988 Introduzione e due toccate für Solo-Gitarre
- 1989 Kontaktonia II für Flöte, Bratsche und Violoncello
- 1990 Duo für Violine und Klarinette
- 1993 Calls from the Tower Suite on Bohuslav Martinů and Jan Novák motives for 3 trumpets, 2 horns and 3 trombones
- 1993 Trio für Flöte, Violine und Klavier
- 1994 Graz-Ostrava Fanfare for 3 trumpets, 3 trombones and timpani